# 501(c)(3)
501(c)(3) 단체는 미국 법인, 신탁, 비법인 협회 또는 미국 법전 26조 501(c)(3)항에 따라 연방 소득세가 면제되는 기타 유형의 조직이다. 미국 내 29개 유형의 501(c) 비영리단체 중 하나이다.
501(c)(3) 세금 면제는 종교, 자선, 과학, 문학 또는 교육 목적, 치안 시험, 국내 또는 국제 아마추어 스포츠 대회 육성 또는 어린이나 동물을 학대하는 행위 예방을 위해 독점적으로 조직 및 운영되는 단체에 적용된다. 501(c)(3) 면제는 해당 목적으로만 조직되고 운영되는 비법인 커뮤니티 기금, 기금, 협력 협회 또는 재단에도 적용된다. 또한 종종 "프렌즈 오브"(Friends of) 조직이라고 줄여서 부르는 지원 조직도 있다.
26 U.S.C. § 170은 대부분의 501(c)(3) 조직에 자선 기부를 하는 일부 기부자에게 연방 소득세 목적으로 공제를 제공한다. 규정에는 그러한 공제가 허용되기 위해 검증 가능해야 하는 항목이 명시되어 있다(예: $250 이상의 기부금 영수증).
기부와 관련된 세금 공제 때문에 501(c)(3) 지위 상실은 자선 단체의 지속적인 운영에 치명적이지는 않더라도 매우 어려울 수 있다. 많은 재단과 기업 매칭 펀드가 그러한 지위 없이 자선 단체에 자금을 지원하지 않기 때문이다. 개인 기부자는 기부금에 대한 세금 공제가 불가능하기 때문에 그러한 자선 단체에 기부하지 않는 경우가 많다.